# Phanis tanganjicae
Phanis tanganjicae är en skalbaggsart som beskrevs av Stefan von Breuning 1978. Phanis tanganjicae ingår i släktet Phanis och familjen långhorningar. Inga underarter finns listade i Catalogue of Life.